# Maryland General Assembly

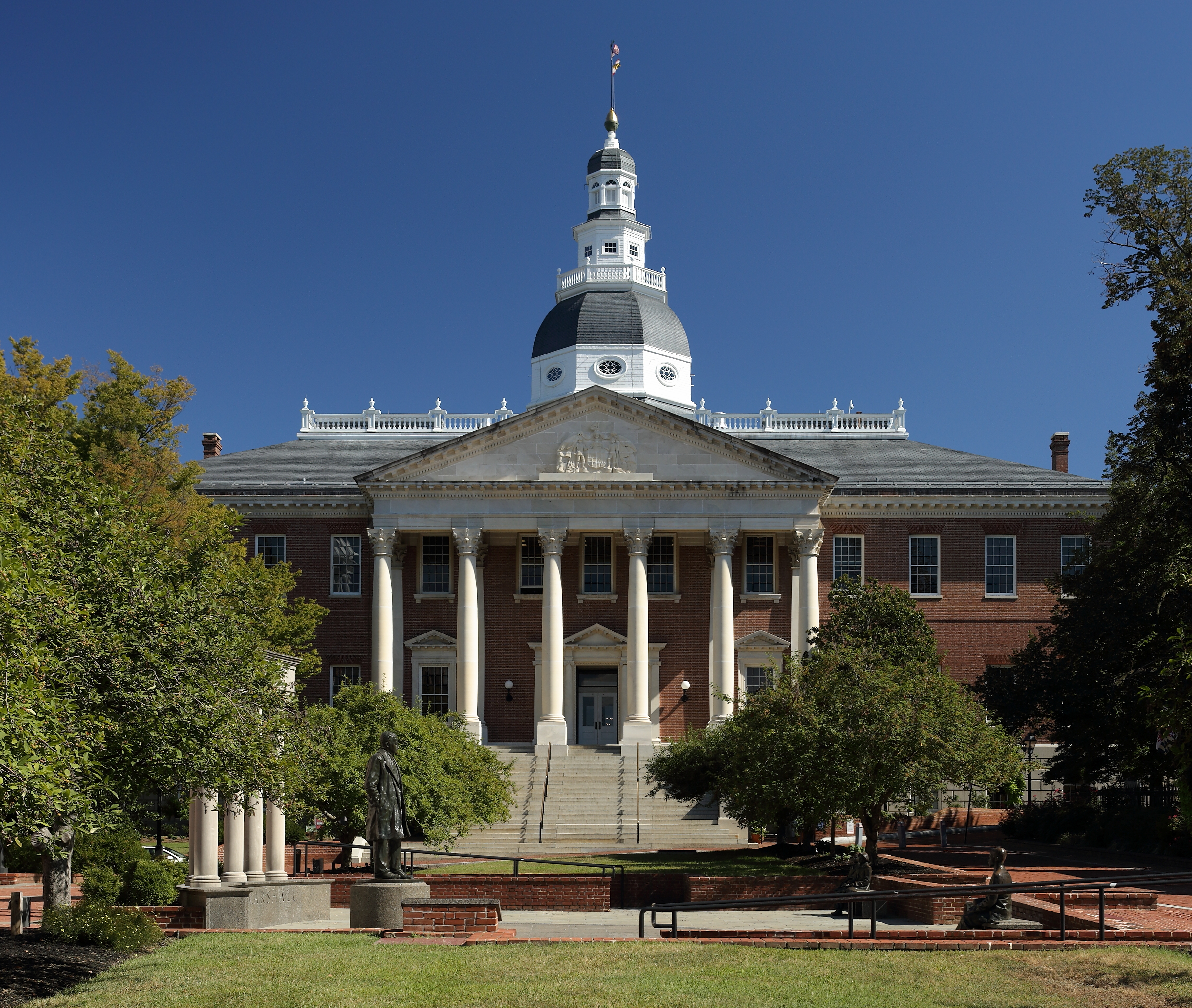
Die General Assembly tagt im Maryland State House

Die Maryland General Assembly ist die State Legislature und damit die Legislative des US-Bundesstaats Maryland und wurde durch die staatliche Verfassung 1776 geschaffen. Sie besteht aus dem Abgeordnetenhaus von Maryland, das als Unterhaus fungiert, sowie dem Senat von Maryland als Oberhaus. Die General Assembly tagt im Maryland State House in Annapolis, das auch Sitz des Gouverneurs und seines Stellvertreters ist.
Das Abgeordnetenhaus besteht aus 141 Mitgliedern, der Senat aus 47. Das Abgeordnetenhaus wird für zwei Jahre gewählt. Die Amtszeit der Senatoren beträgt vier Jahre, jeweils die Hälfte des Senats wird gleichzeitig mit dem Abgeordnetenhaus gewählt. Der Wahltag fällt mit dem des Bundeskongresses zusammen. In jedem Wahlbezirk werden ein Senator und drei Mitglieder des Abgeordnetenhauses gewählt. Manche Wahlbezirke sind für die Wahl zum Abgeordnetenhaus in zwei oder drei Teilbezirke unterteilt. Die Wähler haben daher ein bis drei Stimmen für die Wahl zum Abgeordnetenhaus.
Wählbar sind US-Bürger, die seit mindestens einem Jahr in Maryland und mindestens sechs Monate im entsprechenden Wahlbezirk leben, und die im Wählerregister eingetragen sind. Das Mindestalter beträgt 25 Jahre für den Senat, 21 Jahre für das Repräsentantenhaus.
Die National Conference of State Legislatures (NCSL) ordnet die General Assembly von Maryland als „hybrid“ zwischen einem Vollzeit- und einem Teilzeitparlament ein. Mit einer Vergütung von 50.330 USD pro Jahr und bis zu 165 USD pro Sitzungstag (2020) liegen die Abgeordneten im Mittelfeld der Staatsparlamentarier.